# Ливаджани
45°23′ пн. ш. 17°06′ сх. д. / 45.38° пн. ш. 17.1° сх. д.
Ливаджани (хорв. Livađani) — населений пункт у Хорватії, у Пожезько-Славонській жупанії у складі міста Липик.

## Населення
Населення за даними перепису 2011 року становило 7 осіб.
Динаміка чисельності населення поселення:

## Клімат
Середня річна температура становить 10,73 °C, середня максимальна – 24,34 °C, а середня мінімальна – -5,06 °C. Середня річна кількість опадів – 952 мм.
| Клімат поселення                              | Клімат поселення | Клімат поселення | Клімат поселення | Клімат поселення | Клімат поселення | Клімат поселення | Клімат поселення | Клімат поселення | Клімат поселення | Клімат поселення | Клімат поселення | Клімат поселення | Клімат поселення |
| Показник                                      | Січ.             | Лют.             | Бер.             | Квіт.            | Трав.            | Черв.            | Лип.             | Серп.            | Вер.             | Жовт.            | Лист.            | Груд.            |                  |
| Середній максимум, °C                         | 7,05             | 8,30             | 12,48            | 16,55            | 21,21            | 24,34            | 23,32            | 22,90            | 19,29            | 14,51            | 9,21             | 5,05             |                  |
| Середня температура, °C                       | 1,00             | 2,25             | 6,44             | 10,50            | 15,14            | 18,28            | 20,15            | 19,69            | 16,10            | 11,33            | 6,02             | 1,88             |                  |
| Середній мінімум, °C                          | −5,06            | −3,81            | 0,36             | 4,45             | 9,10             | 12,22            | 16,96            | 16,52            | 12,92            | 8,14             | 2,84             | −1,3             |                  |
| Норма опадів, мм                              | 59               | 55               | 66               | 80               | 85               | 102              | 88               | 92               | 79               | 83               | 90               | 73               |                  |
| Середньомісячна швидкість вітру, м/с          | 1.89             | 2.12             | 2.45             | 2.35             | 2.16             | 1.96             | 1.92             | 1.79             | 1.82             | 1.90             | 1.94             | 1.95             |                  |
| Середньомісячна сонячна радіація, кДж/м²·день | 4422             | 7201             | 10971            | 15291            | 19557            | 21725            | 22639            | 19881            | 14874            | 9268             | 4974             | 3682             |                  |
| --------------------------------------------- | ---------------- | ---------------- | ---------------- | ---------------- | ---------------- | ---------------- | ---------------- | ---------------- | ---------------- | ---------------- | ---------------- | ---------------- | ---------------- |
| Джерело:                                      |                  |                  |                  |                  |                  |                  |                  |                  |                  |                  |                  |                  |                  |